# Swan Island (Tasmanien)
Swan Island ist eine Granitinsel an der nordöstlichen Küste von Tasmanien, Australien. Sie hat eine Größe von 239 Hektar und ist Teil der Waterhouse-Island-Gruppe. Die Insel liegt in den Roaring Forties.
Ein Teil der Insel ist in Privatbesitz. Es gibt einen automatischen Leuchtturm und mehrere Häuser auf der Insel sowie eine Landepiste für Flugzeuge. Die Insel wurde früher als Weide genutzt. Es sind mehrere Schiffswracks an der Insel verzeichnet: Brenda (1832), Mystery (1850), Union (1852).

## Fauna
Swan Island ist Teil der Cape Portland Important Bird Area. Es wurden unter anderem als Nistvögel beobachtet: Zwergpinguin, Dickschnabelmöwe, Silberkopfmöwe, Ruß-Austernfischer, Australischer Austernfischer, Raubseeschwalbe, Eilseeschwalbe. Die Hühnergans nistet ebenfalls auf der Insel. Zu den Reptilien auf der Insel gehören verschiedene Arten von Skinken und die Gewöhnliche Tigerotter. Wildkaninchen und Hausmäuse sind auf der Insel anzutreffen.